# Marjinka
Marjinka (ukrajinsky Мар'їнка, rusky Марьинка) je opuštěné město v Doněcké oblasti na Ukrajině. Nachází se zhruba 27 kilometrů jihozápadně od Doněcka, správního střediska celé oblasti, na dálnici M15 a v roce 2013 měla bezmála deset tisíc obyvatel. Kvůli úplnému zničení v průběhu útoků ruskými okupačními vojsky je k roku 2023 oficiálně bez obyvatel.

## Historie
Marjinka byla založena v roce 1844 kozáky a rolníky z černigovské gubernie, poltavské gubernie a z charkovské gubernie. V letech 1918-1919 byla osada pod kontrolou rakousko-německých, bílých a rudých vojsk. V roce 1938 získala status sídla městského typu. Za druhé světové války obsadila Marjinku německá armáda 19. října 1941 a Rudá armáda ji dobyla zpět 9. září 1943. V roce 1977 se Marjinka stala městem.
Od roku 2014 byla města Marjinka a Krasnohorivka na hranici mezi ukrajinským a separatisty ovládaným územím Doněcké lidové republiky a od ruské invaze na Ukrajinu dne 24. února 2022 pak přímo na válečné linii.
Při ruské invazi na Ukrajinu bylo město při pokusech o dobytí kompletně srovnáno se zemí ruskými okupačními vojsky a následně je již uváděno jako pusté s nulovým počtem obyvatel  
V prosinci 2023 prohlásil ruský ministr obrany Sergej Šojgu, že ruské síly získaly nad městem Marjinka plnou kontrolu. Mluvčí ukrajinské armády Oleksandr Štupun v reakci tvrdil, že „není správné hovořit o obsazení Marjinky“. Později však generál Valerij Zalužnyj během tiskové konference potvrdil, že se ukrajinské jednotky z města stáhly.